# Anna Sedlnická z Choltic
Anna hraběnka Sedlnická z Choltic (německy Anna Gräfin von Sedlnitzky, 3. února 1788 – 18. září 1819) byla česká šlechtična ze slezské linie svobodných pánů Sedlnických z Choltic.

## Život
Narodila se jako dcera hraběte Josefa Antonína Sedlnického a jeho manželky, Josefy hraběnky Haugvicové z Biskupic.
Měla čtyři bratry: Josefa, který zastával úřad policejního prezidenta a ředitele cenzurního úřadu ve Vídni, Leopolda, který byl vratislavským kníže-biskupem a Jana Karla, který byl v pruských službách a zemřel jako královský zemský rada.
Byla provdaná za polního podmaršálka Augusta svobodného pána z Herzogenbergu, ředitele inženýrské akademie a kurátora Tereziánské rytířské akademie.